# Frondisphaeria palmicola
Frondisphaeria palmicola är en svampart som beskrevs av K.D. Hyde 1996. Frondisphaeria palmicola ingår i släktet Frondisphaeria, klassen Dothideomycetes, divisionen sporsäcksvampar och riket svampar.   Inga underarter finns listade i Catalogue of Life.